# بنك الاعتماد والتجارة الدولي
بنك الاعتماد والتجارة الدولي (بالإنجليزية: Bank of Credit and Commerce International)‏ أو (BCCI) هو بنك قيادي دولي أنشئ في لندن في المملكة المتحدة عام 1972 بواسطة المصرفي الباكستاني الرائد آغا حسن عابدي. وقد تم تسجيل الشركة في لوكسمبورغ. عملت الشركة في بدايتها في 78 بلدًا حول العالم عبر 400 فرع، وكان اجمالي الأصول يتجاوز 20 مليار دولار أمريكي.. مما جعله سابع أكبر بنك في العالم من حيث قيمة الأصول.
أصبح بنك الاعتماد والتجارة الدولي في الواجهة عام 1991 بعد أن تورط في أكبر فضيحة مصرفية في العالم. اكتشفت جهات الرقابة في الولايات المتحدة والمملكة المتحدة أن البنك متورط في عمليات غسيل أموال ورشاوى و«دعم الإرهاب» وتجارة السلاح وبيع تكنولوجيا نووية والتهرب الضريبي وتهريب ودعم الهجرة غير الشرعية، وشراء بطرق غير شرعية للبنوك والعقارات، بالإضافة إلى اختفاء مبلغ 13 مليار دولار أمريكي. انهار البنك نتيجة هذه المشاكل. هذه الفضائح جعلت البعض يطلق على البنك اسم Bank of Crooks and Criminals" International".
انشئ البنك برأسمال من الشيخ زايد بن سلطان آل نهيان، حاكم إمارة أبو ظبي ورئيس دولة الإمارات العربية المتحدة السابق بنسبة (75%) وبنك أوف أمريكا (25%).